# Linia kolejowa Ústí nad Labem-Střekov – Děčín
Linia kolejowa Ústí nad Labem-Střekov – Děčín – dwutorowa, zelektryfikowana linia kolejowa o znaczeniu krajowym w Czechach, tylko na odcinku Děčín východ – Děčín-Prostřední Žleb jest jednotorowa. W całości znajduje się na terytorium kraju usteckiego.